# Armoiries de Cologne
Les armoiries de Cologne font référence aux armoiries de la ville ou à celles du prince électeur et archevêque de Cologne. Les armoiries de la ville existent depuis environ 1000 ans et ont changé plusieurs fois au cours de l'histoire de la ville de Cologne. Les premières armes connues sont Coupé dansé de gueules et d'argent. Des armes similaires avaient été utilisées à l'époque napoléonienne.

## Armes de la ville

Armoiries de la ville de Cologne

Les armes de la ville au XVIe siècle étaient d'argent, au chef de gueules chargé de trois couronnes d'or. Entre 1550 et 1580, les armes furent modifiées en D'argent à onze gouttes de sable, au chef de gueules trois couronnes d’or.

### Couronnes des trois Rois Mages
Les trois couronnes symbolisent les Rois Mages dont les os seraient conservés dans un sarcophage doré dans la cathédrale de Cologne (voir Sanctuaire des Trois Rois de la cathédrale de Cologne). En 1164, Rainald von Dassel, archevêque de Cologne, apporta les reliques dans la ville, en faisant ainsi un lieu de pèlerinage majeur. Cela a conduit à la conception de la cathédrale actuelle, car l'église précédente était considérée comme trop petite pour accueillir les pèlerins.

### Sainte Ursule de Cologne
Les onze gouttes dites de sable rappellent la sainte patronne de la ville de Cologne, sainte Ursule. Cette dernière, une princesse britannique, ainsi que ses légendaires 11 000 compagnes vierges auraient été martyrisées par Attila le Hun à Cologne pour leur foi chrétienne en 383. L'entourage d'Ursule et le nombre de victimes étaient significativement plus petits. Selon une source, la légende originale ne faisait référence qu'à onze compagnons dont le nombre a plus tard augmenté.

## Armes de l'archevêque

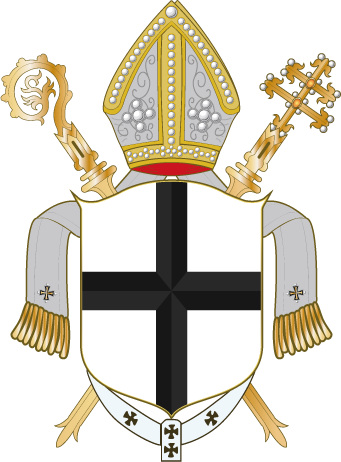
Armoiries de l'archidiocèse actuel et de l'électorat historique de Cologne

Les armes de l'archevêque de Cologne sont d'argent à la croix de sable. Durant l'Électorat, les archevêques étaient également princes électeurs de l'empereur du Saint Empire et joignaient leurs armes avec celles de leurs autres titres, comme celui duc de Westphalie. D'autres boucliers seraient combinés pour représenter la famille de l'archevêque ainsi que d'autres fonctions (comme Grand Maître des Chevaliers Teutoniques). Aujourd'hui, l'archevêque associe les armes de l'office avec ses propres armes personnelles.